# András Adorján (flautista)
|  | Aquest article tracta sobre el flautista. Si cerqueu el jugador d'escacs, vegeu «András Adorján». |

András Adorján (Budapest, 26 de setembre de 1944), és un flautista hongarès, que resideix a Múnic des de 1974.
Després d'obtenir el títol en odontologia a Copenhague, va acabar els seus estudis musicals el 1968 amb Aurèle Nicolet i Jean-Pierre Rampal. Immediatament després va obtenir premis a concursos internacionals com ara Jacob-Gade-Preis, Copenhague 1968, Concurs Internacional de Flauta de Montreal 1968 i el Premi Grand Prix al Concurs Internacional de Flauta, París 1971.
La crítica l'ha mencionat com un dels flautistes més rellevants de la seva generació. Ha actuat com a solista amb les millors orquestres simfòniques del món, com ara les d'Estocolmo, Colònia, Baden-Baden o Múnic.
Hi ha compositors contemporanis que s'han inspirat en Adorján i han escrit música per a ell com Dieter Acker, Georges Barboteu, Gunnar Berg, Edison Denisov, Paul Engel, Jindrich Feld, Lars Graugård, Wilfried Hiller, Vagn Holmboe, Jan Koetsier, Noël Lee, Miklós Maros, Alfred Schnittke, Sven Erik Werner i Jörg Widmann.
Des de 1987 és professor de l'Escola Superior de Música de Colònia. És president de la Deutsche Gesellschaft für Flöte e. V. i va ser professor titular de flauta a la Musikhochschule München del 1996 al 2011. Un dels seus estudiants va ser Jens Josef. La seva dona Marianne Henkel-Adorján ensenya com a professora honorària de flauta també a la Universitat de Música i Arts Escèniques de Múnic. La seva filla Johanna Adorján (nascuda el 1971) és periodista i escriptora.

## Premis
- Jacob-Gade-Preis, Copenhague 1968
- Premier Grand Prix al Concours International de Flûte, París 1971.